# Alrø
Alrø este o mică insulă situată pe coasta peninsulei Iutlanda, Danemarca.
Are o suprafață de 7,5 km2 și o populație de 147 de locuitori.